# Parafia Wniebowzięcia Najświętszej Maryi Panny w Łowiczu
Parafia Wniebowzięcia Najświętszej Maryi Panny w Łowiczu – rzymskokatolicka parafia należąca do dekanatu Łowicz-Katedra w diecezji łowickiej.
Powstała w XII wieku i jest najstarszą w mieście. Obecna barokowa świątynia pochodzi z XVII wieku, konsekrowana 14 października 1668. Od 25 września 1433 kościół parafialny był kolegiatą. 25 marca 1992 roku bullą Totus Tuus Poloniae Populus kolegiata została podniesiona do godności katedry. Podczas VII pielgrzymki do ojczyzny odwiedzając Łowicz, papież Jan Paweł II, 14 czerwca 1999 roku, nadał jej tytuł bazyliki mniejszej. Świątynia mieści się w centrum miasta przy Starym Rynku.

## Zasięg parafii
Do parafii, oprócz wiernych mieszkających w środkowej i wschodniej części Łowicza, należą także wierni z miejscowości: Goleńsko, Klewków, Małszyce, Marianka, Niedźwiada, Popów, Strzelcew, Świeryż Pierwszy, Świeryż Drugi, Zabostów Mały i Zielkowice.